# Папужник довгохвостий
Папу́жник довгохвостий (Erythrura prasina) — вид горобцеподібних птахів родини астрильдових (Estrildidae). Мешкає в Південно-Східній Азії. Часто утримується в неволі.

## Опис

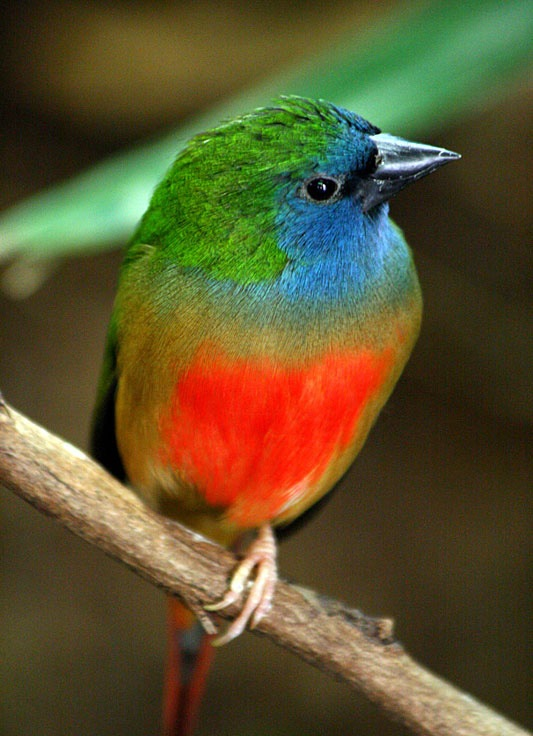
Довгохвостий папужник

Довжина птаха становить 12-15 см, враховуючи довгий хвіст. Дзьоб відносно великий, темно-сірий. Очі чорні. Верхня частина тіла зелена. У самців обличчя, горло і верхня частина грудей сині, живіт червоний. Чіткі межі між різними частинами оперення відсутні. У самців підвиду E. p. coelica синя поляма на грудях більша. 
Самиці мають більш тьмяне забарвлення, синій колір в їх оперенні майже відсутній, нижня частина тіла у них охристо-коричнювато-сіра. Центральні стернові пера у них лише дещо видовжені, тоді як у самців мони можуть бути удвічі довшими за решту. Молоді птахи мають переважно зеленувато-сіре забарвлення, тім'я і горло у них сірі, а решта нижньої частини тіла коричнювато-біла. Дзьоб зверху темний, знизу червонувато-роговий.

## Підвиди
Виділяють два підвиди:
- E. p. prasina (Sparrman, 1788) — Індокитай, Малайський півострів, Суматра, Ява;
- E. p. coelica Baker, ECS, 1925 — Калімантан, можливо, також Палаван.

## Поширення і екологія
Довгохвості папужники мешкають в М'янмі, Таїланді, Лаосі, В'єтнамі, Камбоджі, Малайзії, Індонезії і Брунеї, можливо, також на Філіппінах. Вони живуть у вологих тропічних лісах, на узліссях і галявинах та у бамбукових заростях. Зустрічаються зграйками, часто приєднуються до змішаних зграй птахів. Живляться насінням бамбука і рису, а також інших рослин. 
Сезон розмноження припадає на період линьки, який у цих птахів відбувається двічі на рік. Довгохвості папужники є моногамними птахами. На початку сезону розмноження самці приваблюють самиць, танцюючи перед ними і тримаючи в дзьобі травинку або лист. Пара птахів будує кулеподібне гніздо, яке робиться з переплетених рослинних волокон, листя і моху. В кладці від 2 до 6 округлих білуватих яєць. Інкубаційний період триває 12-14 днів. Пташенята покидають гніздо через 21 день після вилуплення, через тиждень вони стають самостійними. Вони набувають дорослого забарвлення на 6-8 місяці життя.